# Caspar von Zumbusch

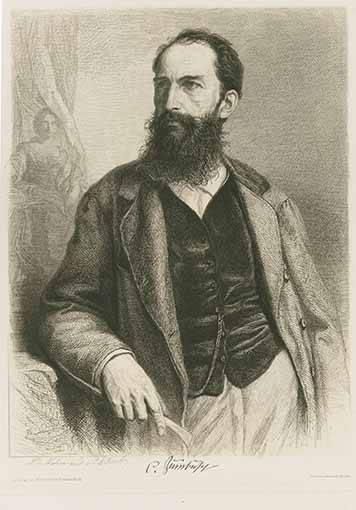
Caspar von Zumbusch.

Caspar Clemens Eduard von Zumbusch, född den 23 november 1830 i Herzebrock vid Gütersloh, död den 26 september 1915 i Rimsting vid Chiemsee, var en tysk bildhuggare, bror till Julius Zumbusch.
von Zumbusch kom 1848 till München och studerade där för Halbig, reste 1853 till Italien och slöt sig där till Martin von Wagner, vars umgänge blev nyttigt för hans utveckling.
År 1860 slog han sig ned i München, utförde några altaren i Frauenkirche och en tävlingsskiss till Fredrik Vilhelm IV:s staty i Köln. Kort därefter blev hans utkast till minnesstod över Max II i München belönad och bestämd till utförande.
Innan dess reste han 1867 ännu en gång till Rom och Neapel, modellerade där flera statyetter, exempelvis huvudpersonerna i Wagners operor för Ludvig II, och utförde en kolossalstaty av greve von Rumford (i München) med mera.
Statyn av Max II, med 4 allegoriska figurer, avtäcktes 1875. Därefter följde en staty av professor Herz i Erlangen, ett segermonument i Augsburg 1880 och samma år Beethovens monument i Wien, med kompositörens sittande figur samt på fotställningen Prometheus och Victoria jämte nio musicerande barn.
I Wien utförde von Zumbusch därpå två betydande verk, Maria Teresiamonumentet (1884-88, den arkitektoniska kolonnbyggnaden av Hasenauer), storartat och imponerande med fyra ryttarstatyer - på skissen red de i galopp - samt grupper till fots och nedanför den stora sittande huvudfiguren små allegoriska bifigurer, samt Radetzkymonumentet (ryttarstaty, 1892).
Dessutom utförde han en staty av kejsar Frans Josef i universitetet samt andra statyer och reliefer. von Zumbusch blev 1873 professor vid konstakademien i Wien.